# テ・カレレ
テ・カレレ（マオリ語: Te Karere）は、ニュージーランドで放送されているマオリ語によるニュース番組である。テレビジョン・ニュージーランドのTV Oneで平日の16:00（以下ニュージーランド本土時間）から生放送、翌日未明1時台と5時台の2回、再放送されている。

## 概要
テレビジョン・ニュージーランドのオークランドの放送センターで収録。主に、マオリ語話者向けに制作されているニュースであるが、再放送では国内のもう1つの公用語である英語による翻訳字幕も表示される。扱うニュースは主にマオリ族にまつわる内容が多い。